# Pépinière d'entreprises
 (août 2025).
Une pépinière d'entreprises est une structure destinée à faciliter la création d'entreprises en apportant un soutien technique et financier, des conseils et des services. La première pépinière est probablement l'association « Ateliers du Buëch » créée en 1977 dans le cadre du Contrat de Pays du Buëch (Hautes-Alpes en France) et qui a permis l'installation d'une douzaine d'entreprises en quelques mois. Cette expérience, soutenue par la DATAR, s'est alors répandue avec diverses variantes au début des années 1980, d'abord au sein des structures de valorisation de la recherche, puis se sont répandues avec un portage juridique assuré par les collectivités locales désireuses de favoriser la création d'activités et d'emplois sur leur territoire.
Les services consistent le plus souvent à proposer des bureaux, parfois des locaux d'activités ou de stockage, des services logistique mutualisés (accueil, salles de réunions, imprimantes...) et des services d'accompagnement (conseils, formation, intégration dans les réseaux économiques,...). Soutenues par des acteurs publics, elles appliquent une tarification avantageuse pour une période limitée (5 ans maximum).

## Des pépinières d'entreprises
Les pépinières d'entreprises peuvent être soient généralistes (tout type d'activité pouvant être accueillie) soit spécialisées (choix d'un secteur). Dans tous les cas le type d'activité doit correspondre aux types de locaux, bureaux et installations techniques proposés. On peut trouver des pépinières d'entreprises dans le domaine santé, aéronautique- transport, qui seront donc proche d'un cluster ou qui auront un laboratoire. On peut également trouver des pépinières généralistes avec une politique préférentielle sur l'innovation, l'entrepreneuriat féminin ou le secteur de l'ESS c'est-à-dire leur donnant la priorité lors des comités de sélection ou avec des tarifs plus attractif.  
Les pépinières peuvent intégrer des créateurs d'entreprise dont l'activité est liée à l'artisanat, aux services ou à l'industrie (pas de pépinière identifié actuellement - projet sur Paris Saclay). 
Certaines pépinières d'entreprises sont gérées et animées directement par les universités , centres de recherche, des SATT ou bien encore par les collectivités locales. Dans certains cas, ces structures délèguent la gestion du service public à des acteurs spécialisés via une DSP (Délégation de Service Public).
Afin de pouvoir regrouper moyens et outils, certaines pépinières ont constitué des réseaux régionaux ou bien encore des réseaux de personnes.[réf. souhaitée]
Précision : l'hôtel d'entreprise et la pépinière d'entreprise ne sont pas des prestations analogues. L'hôtel d'entreprise n'inclut pas de service d'accompagnement et n'est pas limité au démarrage de l'entreprise. Il s'agit en général de structure privée ou d'un type de prestation proposée après le passage en pépinière (quand l'entrepreneur n'a plus de besoin d'accompagnement et que l'entreprise a plus de 5 ans d'activité). 

## Pépinières collaboratives
Le concept de pépinière collaborative a été créé en 2016 à la Briqueterie de Feucherolles par Olivia Allard. Chaque résident est responsable de son voisin et des espaces communs partagés. De plus, les utilisateurs des lieux deviennent client, prestataire ou fournisseur de leur voisin. Les synergies sont multiples et l’émulation est très productive entre les différents « résidents ».

## Norme NF X 50-770
Une norme qualité définit précisément les fonctions de base qui sont assurées par une pépinière d'entreprises (norme NF X 50-770 « Activités des pépinières d’entreprises »). Moins de 20 % des pépinières répondent aux exigences de cette norme.[réf. nécessaire]